# Tadeusz Bór-Komorowski
Tadeusz Bór-Komorowski (Chorobów, 1895. június 1. – London, 1966. augusztus 24.) a londoni lengyel emigráns kormány miniszterelnöke.
1905-től a lembergi gimnáziumba járt. 1913 szeptemberében lépett be az osztrák–magyar hadseregbe, és tanulmányait a bécsújhelyi Theresianum Katonai Akadémián végezte, majd szakaszparancsnok volt az orosz és az olasz fronton.
Az 1924. évi nyári olimpiai játékokon részt vett a lovasversenyeken, ahol a háromnapos versenyen egyéniben huszonhatodik, csapatban hetedik lett. 1936-ban ő vezette az előkészítő csoportot a nyári olimpiai játékokon Berlinben, ahol a lengyel csapat ezüstérmet nyert.
Lengyelország német megszállása után a földalatti lengyel hadsereg, az Armia Krajowa tagja lett, s ekkor vette fel a Bór fedőnevet. Először a Krakkó körzetében tevékenykedő egységeket irányította, majd 1943–44-ben az Armia Krajowa parancsnoka volt. 1944-ben ő vezette a varsói felkelést, annak leverése után német hadifogságba került. 1945-től 1947-ig az angliai lengyel hadsereg parancsnoka. Később az  emigráns lengyel kormány miniszterelnöke lett. 1966. augusztus 24-én, 71 évesen halt meg Londonban.